# Innviertel
Koordinaten: 48° 15′ N, 13° 20′ O
| Viertel und Bezirke Oberösterreichs |
| ----------------------------------- |
|                                     |

Das Innviertel (amtlich: Innkreis) ist das nordwestliche Viertel Oberösterreichs und umfasst die Bezirke Braunau am Inn, Ried im Innkreis und Schärding. Seit der Bildung der politischen Bezirke 1868 haben die Viertel in Oberösterreich keine rechtliche Grundlage mehr und sind reine Landschaftsbezeichnungen. Dabei wurde die ältere Kreiseinteilung ersetzt, die sich noch an den alten Vierteln orientierte.
Anders als das übrige Oberösterreich war das Gebiet zum überwiegenden Teil bis zum Jahr 1779 (Abtretung im Frieden von Teschen) ein Teil Bayerns. Es ist eine fruchtbare, dichtbesiedelte, flache bis hügelige Landschaft des Alpenvorlands und liegt zwischen Salzach, Inn, Donau und Hausruck. Die Fläche des Innviertels beträgt etwa 2250 km², die Einwohnerzahl knapp 218.000.
Die größte Stadt des Innviertels ist nach Fläche und Einwohnern Braunau am Inn mit 17.628 Einwohnern, gefolgt von Ried im Innkreis (12.674). Nicht minder bekannt und wegen der barocken Innenstadt ein touristisches Zentrum ist die Stadt Schärding mit 5414 Einwohnern (Einwohnerstand jeweils 1. Jänner 2024).

## Name

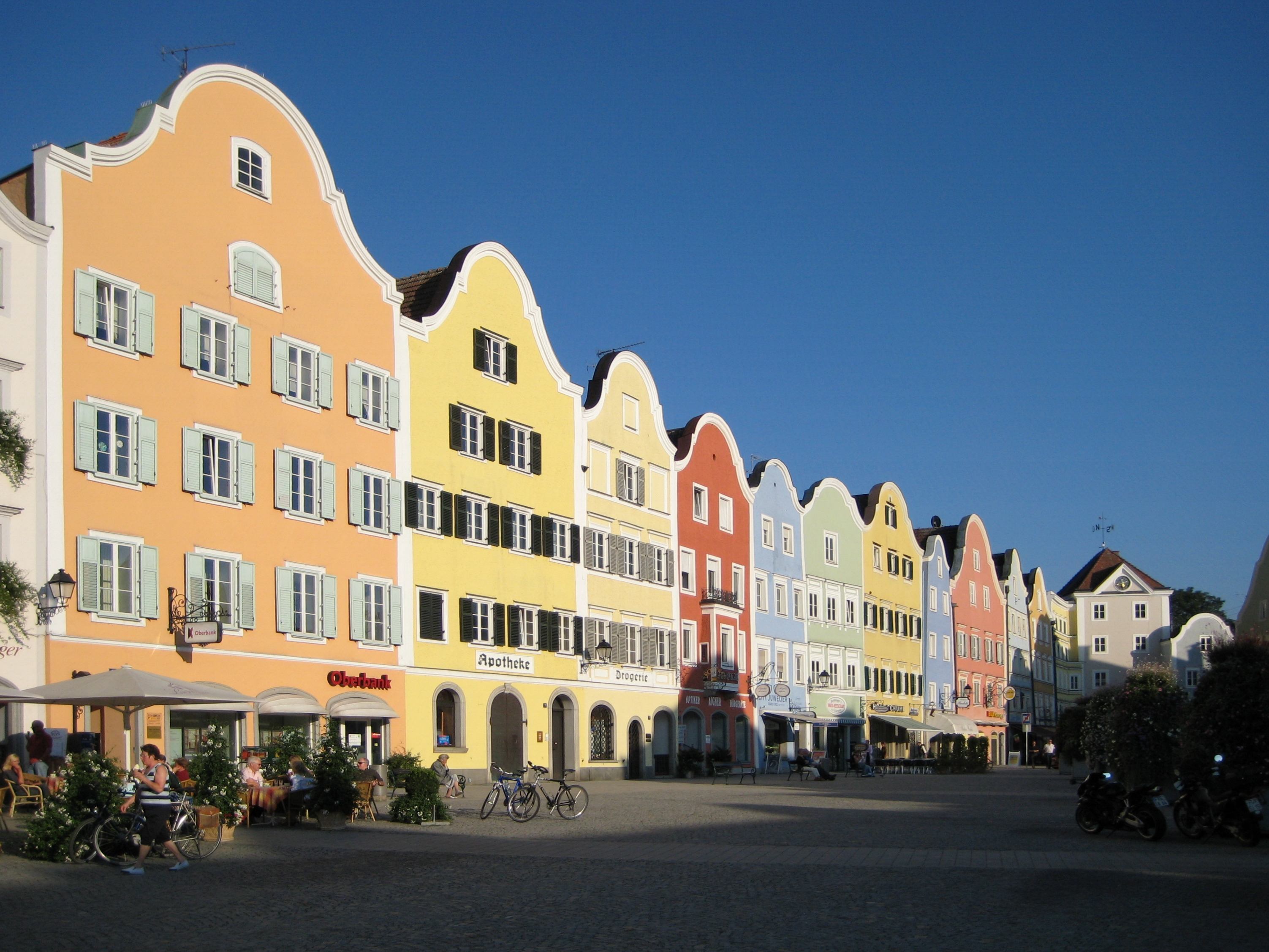
Barocke „Silberzeile“ in Schärding

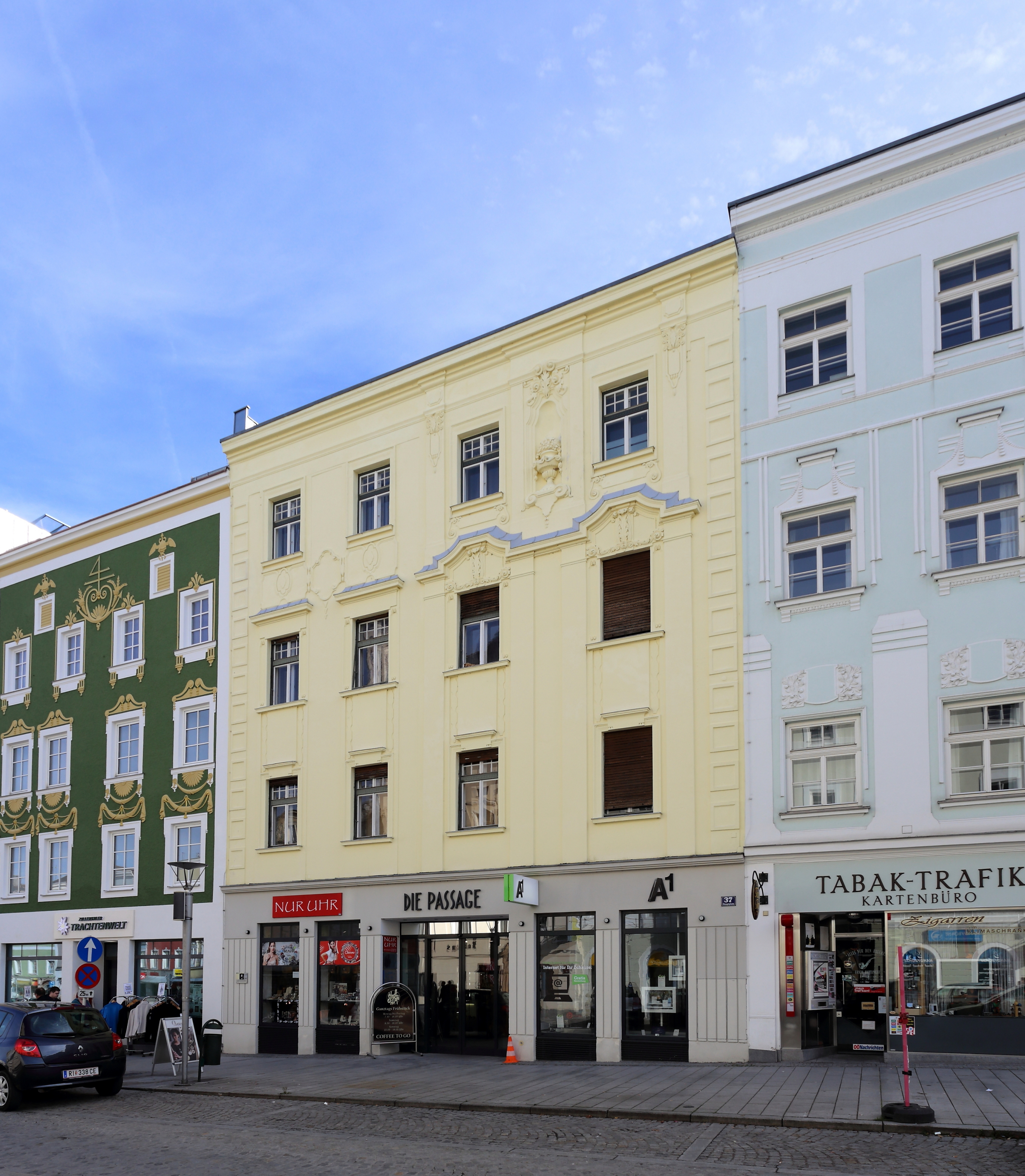
Bürgerhäuser im Inn-Salzach-Stil, in Ried im Innkreis

Die Bezeichnung Innviertel für diese Region ist vergleichsweise jung. Davor war die Bezeichnung Innbaiern gebräuchlich. Innviertel wurde erst nach der Angliederung an Österreich im Jahre 1779 gebräuchlich, da zu dieser Zeit das Erzherzogtum ob der Enns (das heutige Oberösterreich) in vier Viertel unterteilt wurde. Entsprechend dieser Verwaltungsgliederung wurde das neu erworbene Gebiet anfangs als das Fünfte Viertel, nach der Zusammenlegung von Mühlviertel und Machlandviertel schließlich als Innviertel bezeichnet.

## Geschichte

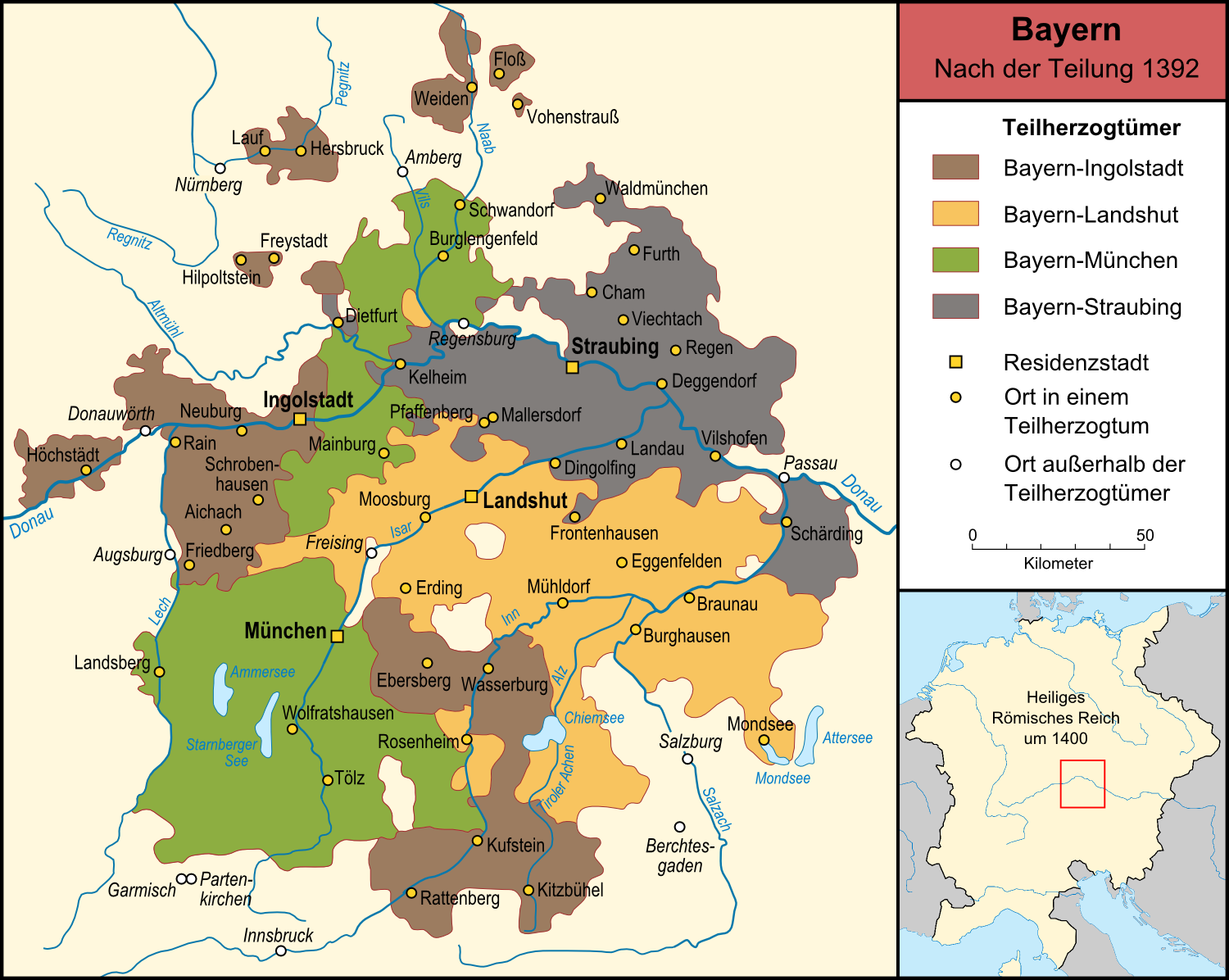
Das Innviertel nach der Teilung Bayerns 1392 in die Teilherzogtümer Bayern-Ingolstadt, Bayern-Landshut, Bayern-München und Bayern-Straubing

### Bayern: Mittelalter und Neuzeit
Das heutige Innviertel mit den Herzogshöfen Ranshofen und Mattighofen gehörte seit dem 6. Jahrhundert zum Mattiggau im bayerischen Stammesherzogtum, der nördliche Teil zum Rottachgau. Innbaiern war ab 1507 ein Teil des Rentamtes Burghausen mit den Gerichten Wildshut (mit dem Bezirksgericht Mattighofen zusammengelegt), Braunau, Mauerkirchen, Friedburg, Schärding und Ried. Das Mondseeland im Süden war Bayern allerdings schon 1506 an die Habsburger verloren gegangen.
Beim Bayerischen Volksaufstand der Jahre 1705/06 war Braunau Sitz des bayerischen Landesdefensionskongresses (Dezember 1705), des so genannten „Braunauer Parlaments“. Es rief zur Erhebung gegen die kaiserlich-habsburgische Unterdrückung auf.

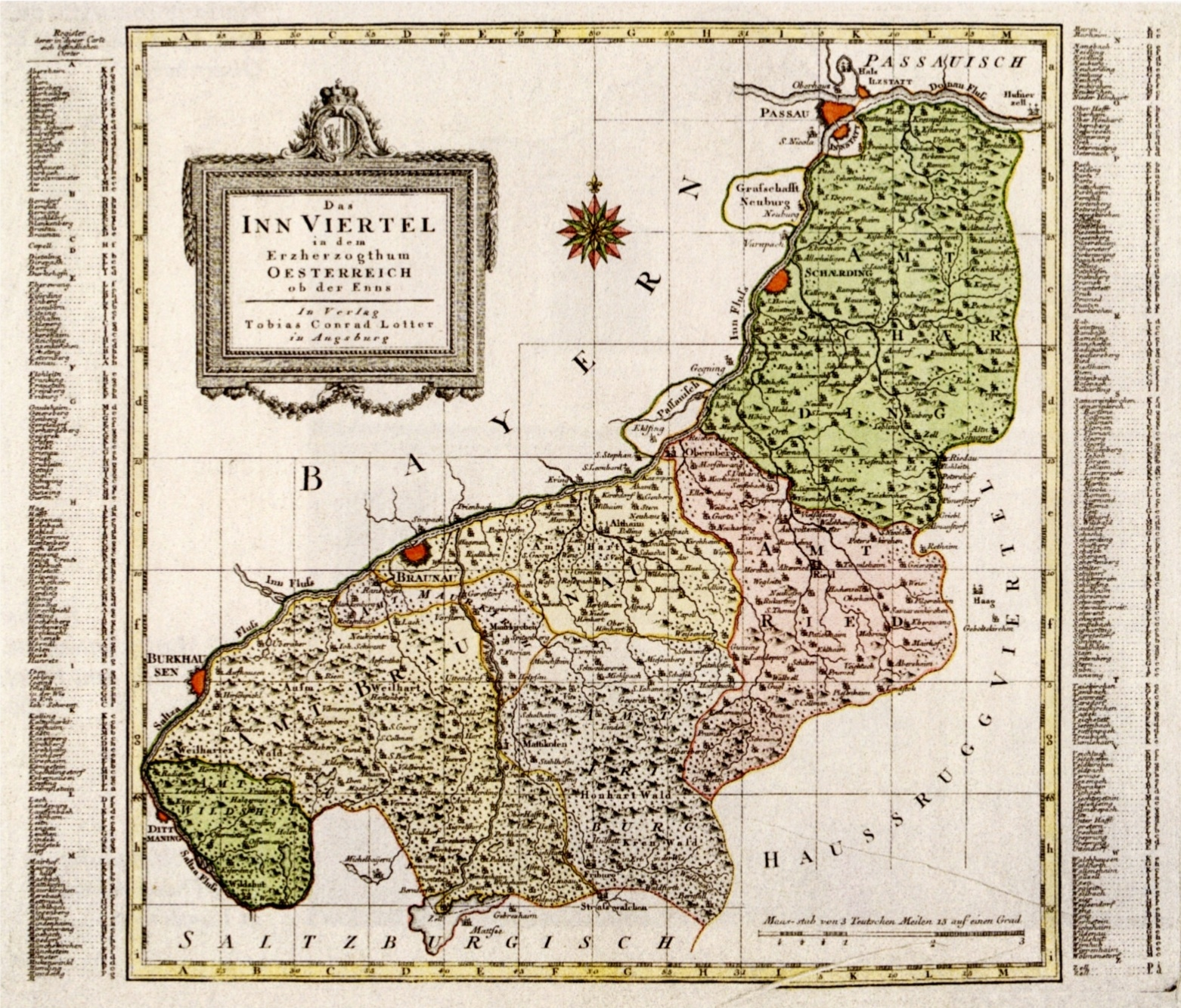
Historische Karte (1779)

### Habsburgerzeit: Friede von Teschen und Wiener Kongress
Erst nach dem Bayerischen Erbfolgekrieg wurde das Gebiet vom Kurfürstentum Bayern getrennt. Auslöser dieses Krieges war der Tod des kinderlosen bayerischen Kurfürsten Maximilian III. Joseph (1745 bis 1777). Mit seinem Tod starb die bayerische Linie der Wittelsbacher aus. Eine Reihe von mitteleuropäischen Mächten erhob Anspruch auf Teile des Erbes, darunter und zuvorderst Österreich mit Forderungen nach der Abtretung Niederbayerns und der Oberpfalz. Mit der Ratifizierung des Friedens von Teschen, der den Bayerischen Erbfolgekrieg beendete, kamen die östlich von Inn und Salzach gelegenen Gebiete des kurfürstlichen Rentamtes Burghausen 1779 zu Oberösterreich. Salzach und Unterer Inn, die bis dahin in erster Linie Handelswege innerhalb Bayerns gewesen waren, wurden damit zu Grenzflüssen zwischen Bayern und Österreich ob der Enns.
Aufgrund des Friedens von Schönbrunn 1809 ergriff Bayern 1810 noch einmal Besitz vom Innviertel. Es wurde zusammen mit Teilen des Hausruckviertels dem bayerischen Unterdonaukreis zugewiesen. 1811 wurden auch die in diesem Gebiet liegenden Pfarreien von der Diözese Linz abgetrennt und dem Bistum Passau zugewiesen. Erst im Münchener Vertrag trat das Königreich Bayern das Innviertel mit anderen Gebieten zum 1. Mai 1816 endgültig an das Kaisertum Österreich ab. Kirchlich übernahm auch das Bistum Linz am 1. Juli 1816 die entsprechenden Gebiete wieder vom Bistum Passau.

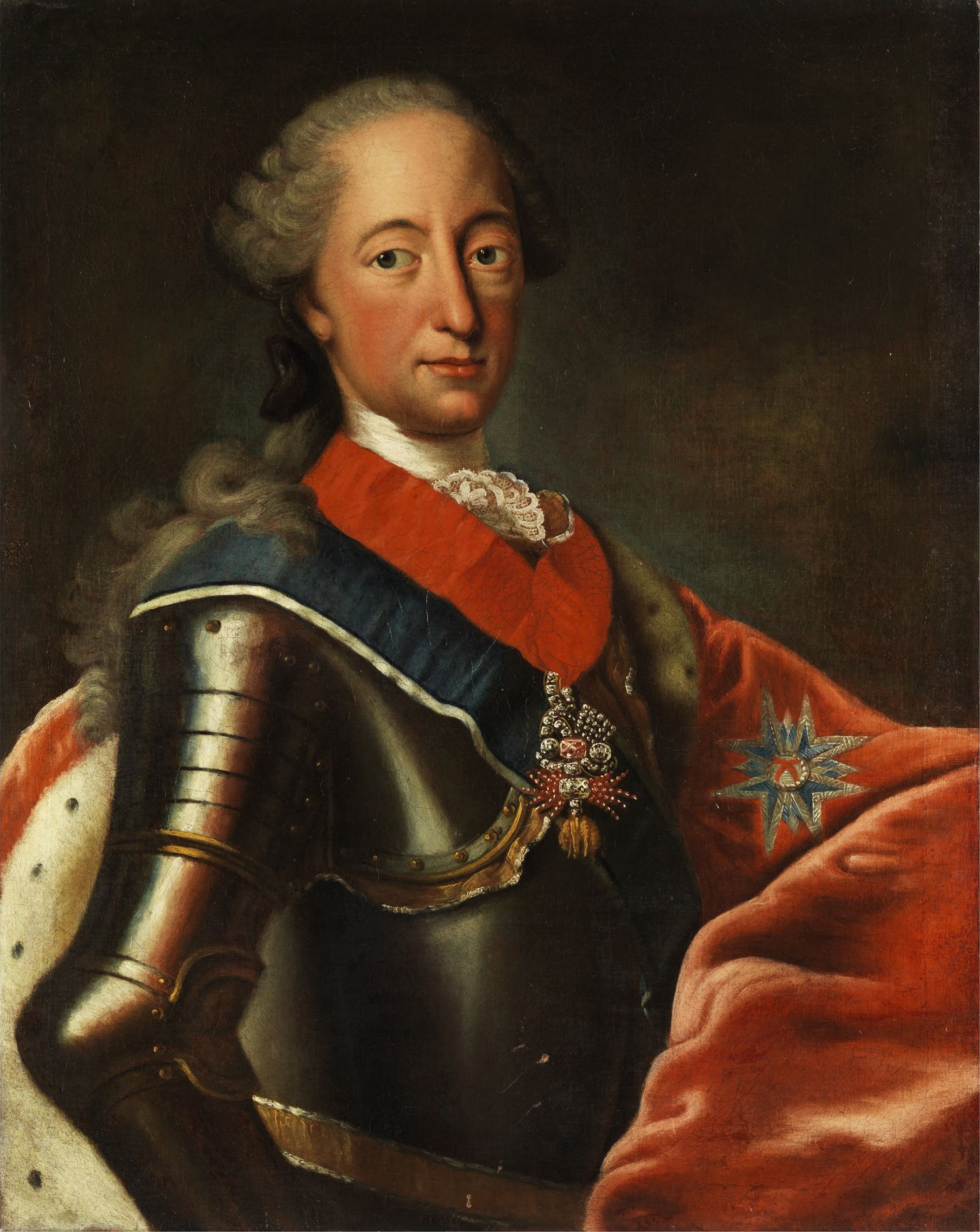
Der Tod Maximilians III. Joseph war Auslöser des Bayerischen Erbfolgekriegs.

### Sprache und bayerisches Erbe
Auf politischer Ebene wurde durch eine Reihe von Maßnahmen (Treueeid der landesfürstlich-bayerischen Beamten, Huldigung des Innviertler Adels gegenüber dem neuen Landesherrn) die Eingliederung des neuen Landesteils in das Land ob der Enns vollzogen. Schwieriger war die verwaltungsmäßige Eingliederung, welche durch eine eigene „Landes-Einrichtungskommission“ unter Leitung des Freiherrn Franz Xaver Pockensteiner von Wolffenbach vorgenommen wurde, da das Innviertel bis dahin keine verwaltungsmäßige Einheit war, sondern vom bayerisch gebliebenen Burghausen aus verwaltet worden war. Als die Reformen Kaiser Josefs II. durch Einführung einer neuen Kirchen- und Schulordnung verstärkt wurden, kam es 1795 bei geheimen Zusammenkünften zu Unterschriftensammlungen der Bevölkerung in der Pfarre St. Georgen. Auch die höheren Getränkesteuern, durch die Brauereien zum Zusperren gezwungen wurden, erregten den Unmut der Bevölkerung. So hatten die Bewohner von Innbaiern nicht viel Freude mit ihrer Rückkehr und lange war der Spruch im Umlauf: „Lieber bayrisch sterben als kaiserlich verderben!“
Sprachlich blieben trotz der weitgehenden Übernahme des österreichischen Standardvokabulars mundartliche Besonderheiten des Westmittelbairischen im Innviertel erhalten; die vor allem in einer Vielzahl regionaltypischer Vokalisierungsmerkmale (z. B. das Wort Milch, im Innviertel als Milli oder Muich bezeichnet, ist im Rest Österreichs größtenteils als Müch bekannt) bestehen, bis heute erhalten (vergleiche dazu Bairische Sprache). Sie gehen im Westen kontinuierlich in die West-Mittelbairischen Dialekte über.
In der Architektur der Städte erinnern die bunt bemalten Hausfassaden des Inn-Salzach-Stils noch heute an die bayerische Tradition.

### Landesausstellungen
Die erste bayerisch-oberösterreichische Landesausstellung mit dem Titel "Grenzenlos – Geschichte der Menschen am Inn" fand von 23. April bis 2. November 2004 in Passau, Asbach, Reichersberg und Schärding statt. Reichersberg war somit bereits das dritte Mal Veranstaltungsort einer oberösterreichischen Landesausstellung. 
Von 27. April bis 4. November 2012 fand die zweite gemeinsame Landesausstellung des Landes Oberösterreich und des Freistaates Bayern mit dem Titel „Verbündet, verfeindet, verschwägert – Bayern und Österreich“ statt. Die Ausstellungsorte waren das Kloster Ranshofen bei Braunau am Inn, das Schloss Mattighofen und die Burg zu Burghausen in Bayern.

## Antagonismus zum restlichen Oberösterreich
Das Innviertel war noch 1705 und 1706 ein Zentrum des gewaltsamen bayerischen Aufstandes gegen die österreichische Besatzung. Nach dem Landeswechsel 1779 formierte sich jedoch kein breiterer Widerstand. So avancierte beispielsweise mit Franz Stelzhamer, der die wechselseitige Staatszugehörigkeit in seinem prosaischen Werk „Dá Soldatnvödá“ behandelte, bereits ein Innviertler des 19. Jahrhunderts zum oberösterreichischen „Nationaldichter“.
Nichtsdestoweniger kam es bis ins 20. Jahrhundert vor allem auf der Ebene der Zechen zu Auseinandersetzungen zwischen Innviertler Gruppen und sogenannten „Landlern“ („Landl“ dient als Bezeichnung für das Hausruckviertel oder Oberösterreich im Allgemeinen). Aus dieser Zeit stammen auch bekannt gewordene Aussprüche und Kampfansagen, wie „Wenn d’ Innviertler keman, hoasts umirucka!“. Eine gewisse lokale Rivalität hat sich in den letzten Jahren tendenziell, auch nach institutionellen Annäherungen, etwa im Tourismussektor, des Bezirkes Grieskirchen an das Innviertel, weiter nach Osten zur Landeshauptstadt Linz verschoben und äußert sich primär in sportlichen Wettkämpfen und politischen und öffentlichen Debatten über die Benachteiligung des Innviertels gegenüber den zentrumsnahen Regionen Oberösterreichs, welche zeitweise die Berichterstattung in den lokalen Medien dominieren.
Einer dieser politischen Streitpunkte ist seit Jahren die unzureichend ausgebaute Straßenverbindung zur nahen Stadt Salzburg, an der sich vor allem das obere Innviertel (Bezirk Braunau, südwestliche Teile des Bezirks Ried) als Zentrumsregion orientiert. Trotzdem ist die Verbindung Wien-Linz-München eine bedeutende Verkehrsroute. Als städtisches Zentrum des unteren Innviertels (Bezirk Schärding, nordöstliche Teile des Bezirks Ried) spielt Passau eine große Rolle. Eine gefühlte Eigenständigkeit des Innviertels spiegelt sich auch in der „Hauptstadtdebatte“ wider, welche durch eine Plakataktion während des Wahlkampfes 2009 vom Rieder Bürgermeister Albert Ortig losgetreten wurde und in der er das Mittelzentrum Ried als Hauptstadt des Innviertels deklarierte und damit vor allem die Braunauer Politik provozierte.

Pfälzer Löwe und bayerische Raute im Stadtwappen von Braunau

Trotz all der genannten Umstände bildet das Innviertel als Region für seine Bewohner heute den mit Abstand größten identitätsstiftenden Bezugspunkt im Vergleich zu den restlichen Vierteln Oberösterreichs, welche teilweise, mit Ausnahme des Mühlviertels, das von der Donau begrenzt wird, räumlich von den heutigen Bezirksgrenzen abweichen.

## NUTS-Gliederung: AT311
In der für die amtliche Statistik der EU geführte NUTS-Gliederung wird das Innviertel etwas abweichend definiert. Es ist eine der fünf Gruppen von Bezirken (Ebene NUTS:AT-3) in Oberösterreich, trägt den Code AT311 und umfasst folgende 4 politische Bezirke: Braunau am Inn, Ried im Innkreis, Schärding, Grieskirchen. Inklusive des traditionell zum Hausruckviertel gezählten Bezirks Grieskirchen zählt die Region AT311 Innviertel ca. 282.000 Einwohner auf einer Fläche von ca. 2825 km²
Oberösterreich ist demnach in Statistiken auf europäischer Ebene nicht auf seine traditionellen vier Viertel aufgeteilt, sondern in seine Regionen Innviertel, Mühlviertel, Traunviertel, Linz-Wels und Steyr-Kirchdorf. Das entspricht auch dem modernen Raumordnungskonzept, in dem der Oberösterreichische Zentralraum als „fünftes“ Viertel herausgegriffen ist.
Der Landtagswahlkreis Innviertel mit Sitz der Wahlbehörde in Ried im Innkreis besteht aus den 3 traditionellen Innviertler Bezirken Ried im Innkreis, Braunau am Inn und Schärding.

## Galerie

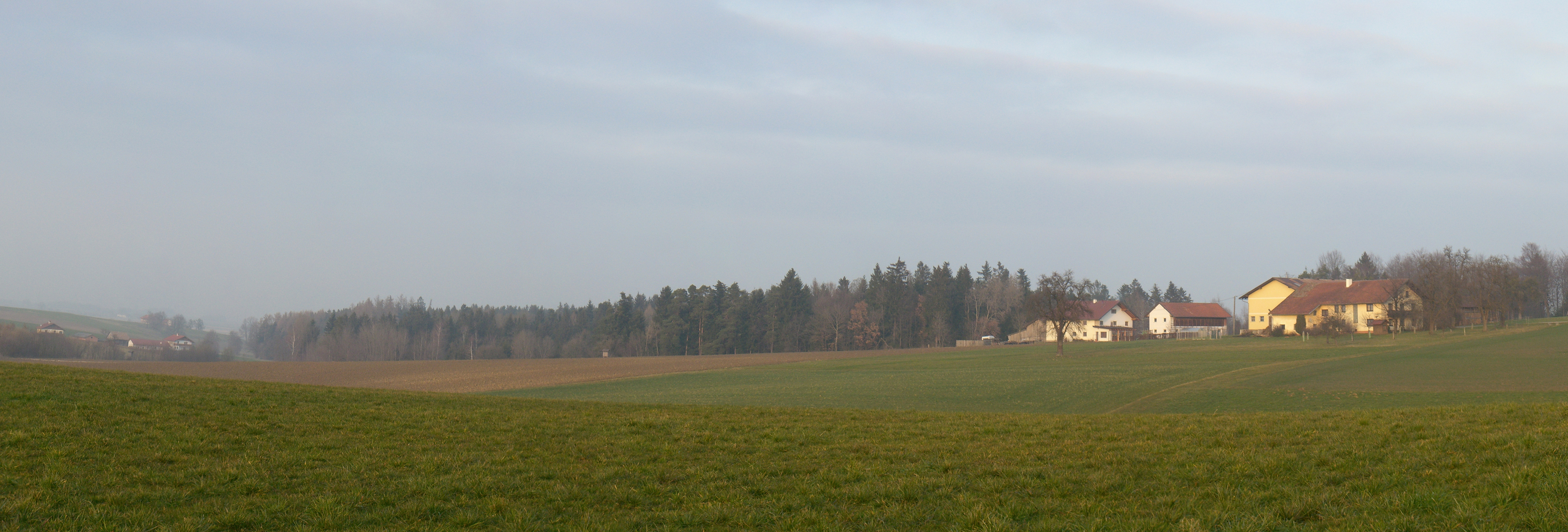
Innviertler Landschaft bei Wollöster, Burgkirchen
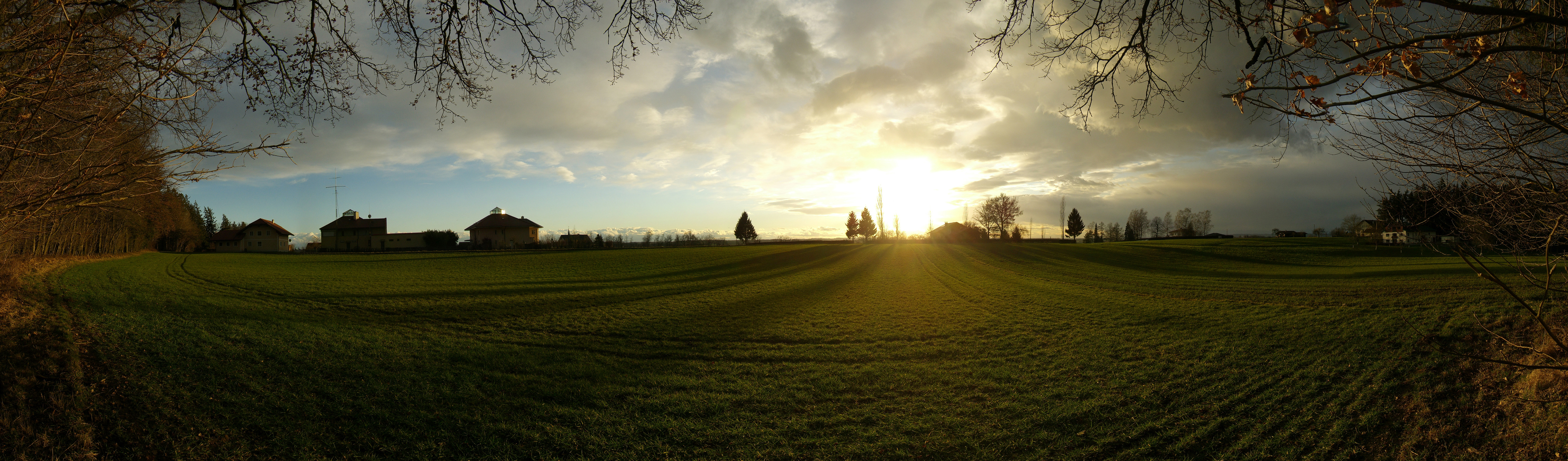
Sonnenuntergang im Innviertel bei Wollöster
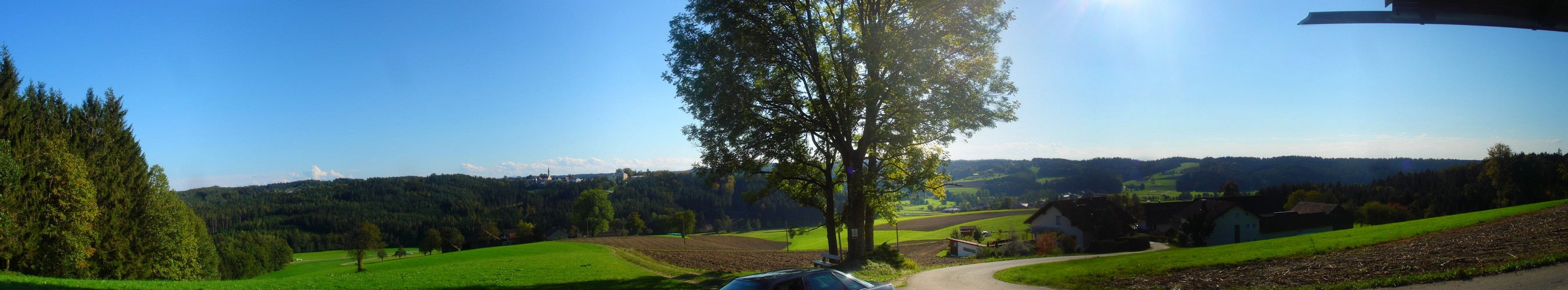
Maria Schmolln (Blick von der Jagdkapelle)
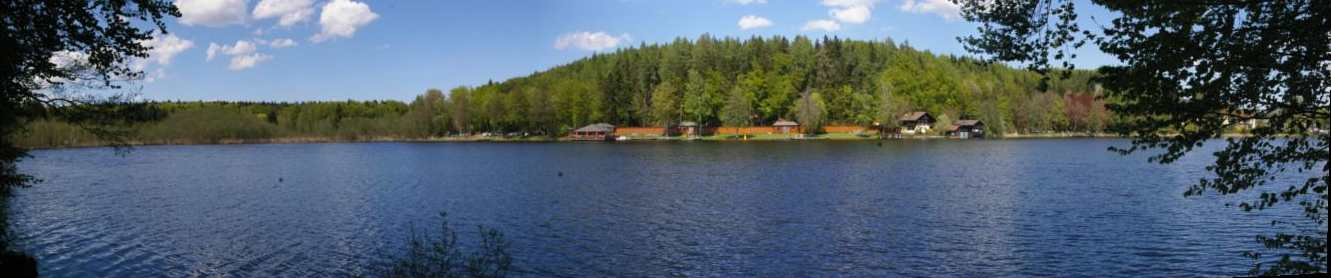
Oberinnviertler Seenplatte, Holzöstersee